# Kochan (imię)
Kochan – imię staropolskie (a współcześnie polskie nazwisko odimienne), model jednoczłonowy, imiesłowowy Koch-an, od kochać; zobacz podobne: Poznan, Stojan, Ciechan, Chocian, mające swoje historyczne i nazewnicze potwierdzenie w licznych nazwach miejscowych: Kochanów, Kochanówka, Kochanowo. Staropolskie Koch mogło być skróceniem od Kochana, ale również od Konstantyna lub Konrada. Imię to notowane w Polsce od 1136 r.